# 生産物賠償責任保険
生産物賠償責任保険（せいさんぶつばいしょうせきにんほけん、PL保険）は第三者に引き渡した物や製品（Product）、業務の結果（Completed Operation）に起因して賠償責任を負担した場合の損害を、身体障害または財物損壊が生じることを条件としてカバーする賠償責任保険である。
例えば、次のものがこの保険の対象となる。
- レストランで食事をした客が帰宅後、食中毒を発症し入院した。
- 工事業者が水道管の工事を行ったが水道管の継ぎ目の締め付けが弱く、後日、そこから水漏れが生じた。
- 自動車整備工場で車のオイル交換をしたが、高速道路走行中キャップが外れてオイルが漏れ、車がオーバーヒートした。

## この保険の特徴
- 製造物責任 - 民法上の責任（例えば、債務不履行責任や不法行為責任。売買行為であれば特定物の売買に関しては瑕疵担保責任（民法第570条）、不特定物の売買であれば不完全履行責任（民法第415条）となるが、一般的には後者である）に加えて、製造物責任法上の責任（製造物責任。いわゆるProduct Liability;PL）を対象としている。つまり、民法よりも加重された賠償責任を対象としている。
- 保険期間中の総填補限度額の設定 - 1度に被害者が多数生じたり、損害額が多額となる恐れがあるリスクを対象とする保険の場合は、保険技術上、1事故あたりの填補限度額の設定に加えて、保険期間中の総填補限度額（Aggregate Limit）が設定されることがあるが、この保険がその1つである（例えば、施設所有管理者賠償責任保険や請負業者賠償責任保険には、保険期間中の総填補限度額の設定はない）。
- 付保PRの禁止 - 1度に被害者が多数生じる恐れがあるリスクを対象とする保険の性質上、賠償請求を誘引することを防止するため、この保険に加入していることをPRすることが一般に保険契約上禁止されている。

## 保険の構成
保険証券と賠償責任保険普通保険約款、生産物特別約款、からなる。保険証券には対象となる生産物、業務、それに保険期間、填補限度額、免責金額、証券適用地域等が記載され、普通保険約款や生産物特別約款の規定を個別契約ごとに具体化している。ちなみに、最近は事業再編、企業結合・買収（M&A）が盛んになってきたが、対象製品の範囲が不明確であると、被買収・合併会社の抱えるリスクが被保険者・保険会社に認識されないまま移転されることがあり、注意が必要である。

## 被保険者
保険の対象とする製品のメーカー、流通・販売者、保険の対象とする業務を行う事業者が被保険者となれる。製造物責任に関しては、メーカーから流通・販売業者を経て消費者のもとに製品が届くまで、多様な経路がある。この生産物賠償責任保険はそうした特性に応じて、販売業務にのみに従事する者をメーカーを記名被保険者とする保険に追加して被保険者とする場合には、「追加被保険者」として、記名被保険者よりも保険対象となる範囲を限定とした補償内容とすることがある。
日本で現行用いられている保険約款では、追加被保険者の資格の制限に関する規定を欠いており、規定上、追加被保険者も記名被保険者と同様の保険契約上の地位を有している。このため、保険会社は保険の対象範囲を限定するために対象製品を保険証券上限定する実務を行っている。この点、米国では対象製品を「被保険者が製造・販売する全ての製品」としたうえで、追加被保険者の規定を限定することとし、記名被保険者と人的・資本的、業務上密接な関係を有するものなどに限定している（例えば、Additonal Insured Clause(Vendors Form））。

## 対象とする損害
保険証券に明記する対象生産物・製品、仕事の結果に起因する損害を対象とする。プラント建設など対象範囲が不明確である場合があること、一定の期間を経過するとほぼ必然的に事故が発生する場合がある（例えば、外壁の防水工事）ので、その特定は重要である。後者の場合には、「引き渡し後○年間に限る」など保険証券上、限定されることが多い。
基本的には法律上、賠償責任が認められる範囲、つまり、原因となる事故と相当因果関係のある損害（例えば、身体障害事故であれば、治療費・休業損害・慰謝料等）で、かつ、積極損害に限られる。被害にあった企業の営業損失などの間接損害を保険対象となるには、前提として、第三者の身体障害または対象生産物・製品以外の財物損壊が生じていることが条件となる。被害者の身体障害と被害者が勤める企業の損害の関係など、因果関係が不明確な場合の取扱が予め協定されることがある（他の保険の例だが、旅館賠償責任保険では基本条件として規定されている）。

## 対象とならない主な損害
保険契約上、補償対象としない損害の主なものは次のとおりである。
- 対象生産物・製品そのもの（itself）。つまり、瑕疵担保責任はこの保険の対象外
- 不良完成品・不良製造品損害。対象生産物が他の製品の原材料・部品である場合の他の製品の損害をいい、例えば、不良な小麦粉がケーキパウダーに混入した場合のケーキパウダーの損害をいう。ただし、保険会社により取扱が異なる
- 対象生産物・製品の回収（リコール）費用
- 第三者の身体障害、対象生産物・製品の財物損壊のいずれも伴わない損害

（注）効能不発揮損害については、この保険ではもともと担保しない趣旨であるが、その点明確でないため、改めて特約（効能不発揮損害不担保特約条項（Business Risk Exclusion Clause）を付して不担保とすることがある。

## 主な免責
- 被保険者の重過失 - 保険の対象となる製品や業務内容に関しては、被保険者が安全管理情報を充分に保有していることから、被保険者の重過失を免責としている。
- 対象製品または作業の対象物そのもの（itself） - 対象製品または作業の対象そのものを保険の対象とすると技術保証的な意味合いとなり偶然な事故を対象とする「保険」の本旨と外れがちであり、また、リスクが高いと考えられるので免責としている。itself（イットセルフ）免責という。

## 事故と保険期間の関係
どの時点で起こった事故を補償対象とするかで、大きく「事故発生（オカレンス）ベース（Occurence Based）」と「損害賠償請求（クレームメイド）ベース（Claim made Based）」に分けられる。

### 事故発生（オカレンス）ベース
損害事故（例えば、身体障害や財物損壊）が保険期間中に発生した場合に保険金の支払対象とするもので、損害事故発生日を事故日とする。填補限度額などの保険金支払の条件は、事故日に有効な保険契約のものが適用される。他の保険では、この事故発生（オカレンス）ベースとすることが一般的である。
欧米でも、医薬品などの例外を除き、オカレンスベースによる契約が一般的である。
- メリット - 事故の発生を客観的に捉えることができる。
- デメリット - 特に身体障害の発生を伴うものなどは、賠償責任の時効が成立するまで保険金支払の発生の可能性があり、保険の収支の確定に時間がかかる。そのため、データに基づく引受条件の見直しに時間がかかることになる。

### 損害賠償請求（クレームズメイド）ベース
被害者からの損害賠償請求（通常は訴訟に限らない）が保険期間中に発生した場合に保険金の支払対象とするもので、損害賠償請求日を事故日とする。填補限度額などの保険金支払の条件は、事故日（ここでは損害賠償請求日）に有効な保険契約のものが適用される。
生産物賠償責任保険では、事故発生（オカレンス）ベースとすることが一般的だが、この損害賠償請求（クレームメイド）ベースとすることもある。
生産物賠償責任保険は、1つの原因から派生して巨額の損害が生じる可能性ある潜在的に高いリスクを対象としている。保険会社は不測の保険金支払いを防ぐため、保険契約締結の当時既に事故が発生していたり発生するおそれがあった場合を免責としたり、損害賠償請求（クレームメイド）ベースとする場合には、一定の日を遡及日（Retroactive Date）として設定し、その日以降損害賠償請求の原因のなった事実が発生したもののみを対象とすることが通常である。この「一定の日」とは、原則として初めての保険契約（初年度契約）の始期日とし、継続契約においても維持されるが、特約により初年度契約の始期日より前の日とすることがある。ただし、保険の悪用を防ぐため、損害事故の発生日の保険契約の填補限度額と、その後の継続契約における損害賠償請求日の保険契約の填補限度額が異なる場合は、いずれか低いほうの填補限度額が適用されるとされている。
- メリット - 保険会社にとっては保険期間終了後の損害賠償請求は対象外とすることで、事故発生日ベースに比べて保険の収支の確定に時間をかけないで済む。よって、引受条件の見直しも事故発生日ベースに比べて短期間で行うことが可能となる。このことは保険会社にとってメリットであるが、他方、保険契約者にとっても損害賠償請求ベースとすることで保険料の割引を受けることができる。
- デメリット - 保険の対象とする製品の製造や業務が終了したとしても、損賠賠償請求がある可能性のある期間は保障を継続する必要がある。この保障を通常の保険契約（カバー）に対してテール・カバーといい、前年契約の更改とする方法と、期間延長特約を付帯する方法との2通りがある。なお、このテール・カバーに対する保険料は、対象製品の市場対留額等を参考に定められる。

## 保険期間
継続事業の場合が多いので、通常は1年間となるが、中には短期間のイベント期間のみといった短期となることもある。

## 保険料
生産物賠償責任保険の保険料は、保険期間に対応する対象製品の売上高や対象業務の請負金額（「保険料算出の基礎」という。）に、対象製品・業務に対する基本料率を乗じ、さらに設定する保険金額と免責金額に応じた係数を乗じ、その他各種割増引を行って求められる。保険期間を1年間とする場合、今後1年間の予想売上高を基に概算保険料を計算し、保険期間終了後、確定売上高を用いて確定保険料を求め、両者の差額を精算することが多い。保険会社によっては一定の条件のもと、前会計年度の数字を基にした確定保険料として契約締結時に収受し、後日の精算不要とすることもある。
- 保険料＝保険料算出の基礎（売上高・請負金額）×基本料率（注）×（填補限度額変更係数－免責金額変更係数）×危険度係数（各種割増引）

（注）対象製品・業務ごとの事故発生率、平均損害額および損害額の分布により異なる。製品寿命の長い製品に関して保険期間に対応した売上高を用いた場合には、リスクに対応した保険料とならないことがあり、個別に調整されることがある。

## 対象地域による区別
製品の場合、全世界で事故が生じる恐れがあるため、対象地域（証券適用地域、担保地域ともいう）を特定して保険引受が行われる。対象地域による分類は次のとおりである。
- 国内PL保険 - 日本国内で発生したPL事故を対象としており、証券適用地域を日本と指定している。特殊な例ではあるが、証券適用地域を原則日本としつつ、例外的に海外に製品が輸出される場合に備え、対象地域を一部限定的に拡大するものもある。
- 海外PL保険 - 日本国内から輸出した製品に起因して日本国外で発生したPL事故を対象とする。証券適用地域を、米国、欧州、中近東、アジアなどと大括りで、あるいは具体的国名を指定することが通例である。なお、海外PL保険の証券適用地域に日本国も含めてワールドワイドポリシーあるいはワールドワイドプログラム（World Wide Policy (or Program）;WWP）とすることもある。海外の現地法人などを被保険者に加える場合には、現地の付保規制に抵触しないよう、対象とするリスクを限定する必要がある。

| 項目                 | 国内PL保険                                                            | 海外PL保険                           |
| -------------------- | --------------------------------------------------------------------- | ------------------------------------ |
| 使用言語             | 日本語                                                                | 英語                                 |
| 被保険者の範囲       | 原則として事業者に限定                                                | 記名被保険者のための不動産業者も対象 |
| 第三者の定義         | 被保険者は第三者とならない                                            | 被保険者の有無に関らず個別に適用     |
| 財物の間接損害の取扱 | 対象とするには直接損害が必要。 財物損壊を伴わない使用不能損害は対象外 | 財物損壊を伴わない使用不能損害も対象 |
| 自然災害免責         | 地震・噴火・洪水・津波等の天災は免責                                  | 地震・噴火・津波は免責               |
| 破風損害免責         | 屋根、扉、窓から入る風雨等による財産損壊は免責                        | 左記は有責                           |
| アルコール販売免責   | なし                                                                  | あり                                 |

## 今後の検討課題

### 損害の範囲の明確化
例えば、社員が食中毒で入院した場合に、業務に支障が生じ（例えば、勤務する工場の操業が中断）、営業的な損失が生じた場合の企業の損害は、現状、被保険者にとって予見できない特別な損害として法律上の損害賠償責任が生じないとしている例が多い。こうした個別具体的事情によらなければ判断が困難なものについては、後日のトラブルを防止するために企業損害不担保とするなど、保険契約上明確にしておくことが望まれる。

### 被害者保護の強化
保険会社は事故処理を通じて多くの製品事故の情報を保有しており、そうした情報を社会共有財産として公開することで事故の再発防止につなげることが期待される。また、自動車保険と同様に、被害者から保険会社への直接請求権を認めてほしいとのニーズがある。この点は、被保険者となる事業者の破産した場合の債権者の権利との競合もあり、現在は対応困難な状況であるが、立法的な解決が期待される。

### 損害賠償法の変化への対応
集団訴訟や米国で認められている懲罰的賠償が認められるようになれば、この保険で対象とするリスクが増加し、やがて保険料の高騰を招き、いわゆるかつて米国で起きたような「保険危機」（保険を必要とする者が適切な保険を購入できない状態）が招来する恐れがあり、法制度の変化への対応がスムーズに行われる必要がある。

## 外部サイト
- 特集 高まる賠償責任保険ニーズ（マーシュジャパン株式会社内のページ）